# Carta de recomendación

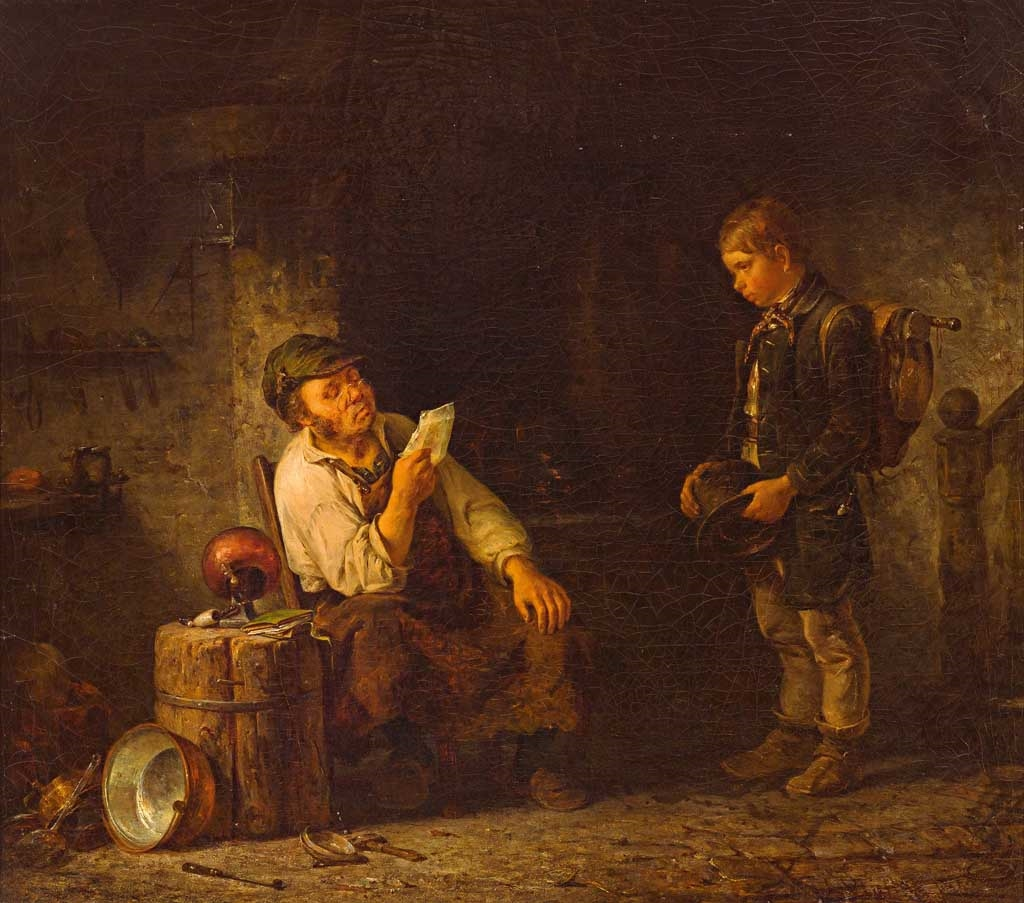
„Ayúdeme con una carta de recomendación para presentarme al calderero“;
Pintura al oleo de August Heinrich Plinke,

Una carta de recomendación, también conocida como  carta de referencia, o sencillamente referencia o recomendación, es un documento en el que el escritor evalúa las cualidades, características, y capacidades de la persona que es recomendada en términos de la capacidad de individuo para realizar una función o tarea particular. 
Las cartas de recomendación son típicamente relacionadas con la obtención de un empleo, admisión a instituciones de educación superior, o aplicaciones para becas. Las cartas de recomendación son usualmente escritas sobre alguien específico, y es dirigida a la persona que requiere la recomendación (como un potencial empleador, oficial de admisiones universitarias, etc.), aunque también pueden ser emitidos a la persona que es recomendada, sin especificar un destinatario.
Las referencias también pueden ser requeridas sobre compañías que buscan ganar contratos, particularmente en los campos de ingeniería, asesoría, industria y construcción, y en procesos de ofertas y licitaciones públicas. Las cartas de referencia para organizaciones suelen evaluar su capacidad de entregar el nivel requerido de servicio.
Algunos procesos de aplicación, por ejemplo en escuelas profesionales, dan a los solicitantes la opción de solicitar no ver sus cartas de recomendación. Normalmente, se sugiere esto a los solicitantes, ya que solicitar ver las cartas puede ser tomado como señal de no confiar en sus recomendadores.

## Mejores prácticas
En la gran mayoría de casos, una carta de recomendación no debe exceder una página de longitud. Esto ya que los profesionales de recursos humanos o reclutamiento deben poder entender rápidamente las principales fortalezas del candidato. 

Una carta de recomendación efectiva no es solo una "lista de adjetivos" e.g. responsable, diligente, profesional, etc. lo cual puede dar una impresión negativa sobre el candidato, debido a su superficialidad. Las recomendaciones efectivas dan evidencia y ejemplos concretos de los adjetivos mencionados. Por ejemplo, no es suficiente decir "Mariana es excelente profesional"; se debe soportar con evidencia de resultados y métodos, tal como
"Mariana aumentó las ventas de la división en 30% con respecto al año anterior, al emplear nuevas técnicas de incentivar a nuestros principales clientes."
Es preferible que, quien escriba la carta de recomendación, conozca de cerca a la persona recomendada y sus logros profesionales, de modo que la evidencia que propongan sea clara, impactante y creíble.
El documento suele estar redactado en un lenguaje claro y estructurado, con la fecha de emisión y la firma del remitente. En algunos casos, se añaden datos de contacto para facilitar la verificación de la información.
Para asegurar la autenticidad del documento, la carta de recomendación suele incluir el encabezado y el membrete de la empresa. Generalmente, se dirige con expresiones como 'A quien corresponda' o 'Estimados señores' y se emite en su versión original para su uso en diferentes ocasiones.